# Torques de Orense
Los Torques de Orense (en inglés, Ourense Torcs) son un par de anillos de cuello o torques de oro de la Edad del Hierro encontrados cerca de Orense, en el noroeste de España, en la década de 1950. Fueron adquiridos por el Museo Británico en 1960.

## Descubrimiento
Nunca se ha confirmado el lugar exacto donde se encontraron los dos anillos de cuello, pero los expertos han determinado, basándose en la forma y el diseño de los torques, que proceden de Orense, en la región de Galicia, cerca de la frontera entre España y Portugal.

## Descripción
Los dos torques de oro son casi idénticos con terminales dobles en forma de carrete y cuerpo circular. Los terminales tienen una gran depresión central cónica, con ornamentación en relieve alrededor del borde. Su diseño celta es característico de los torques producidos en Galicia y el norte de Portugal, en la península ibérica.

## Galería de torques galaicos

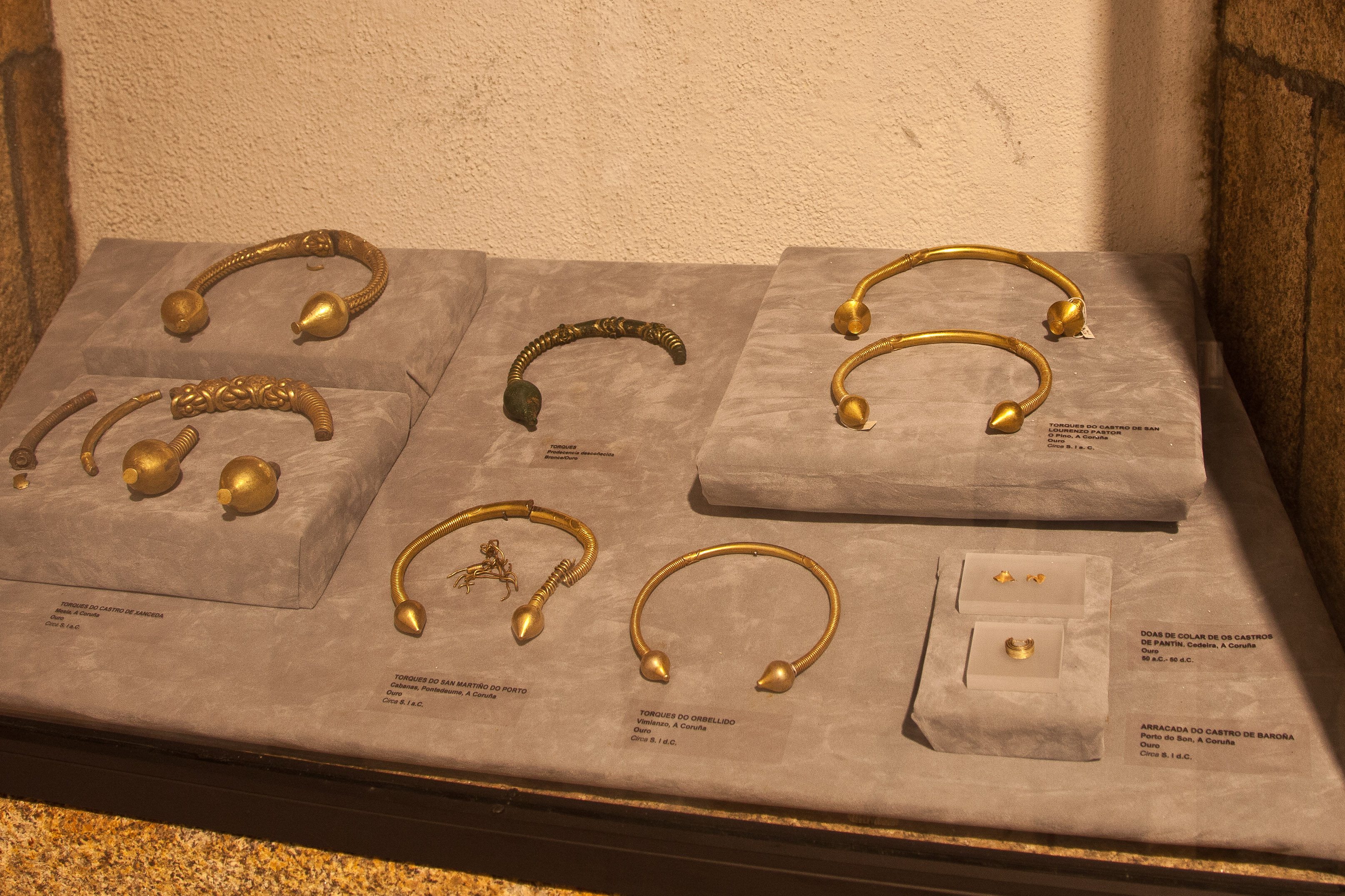
Torques del norte de Gallaecia
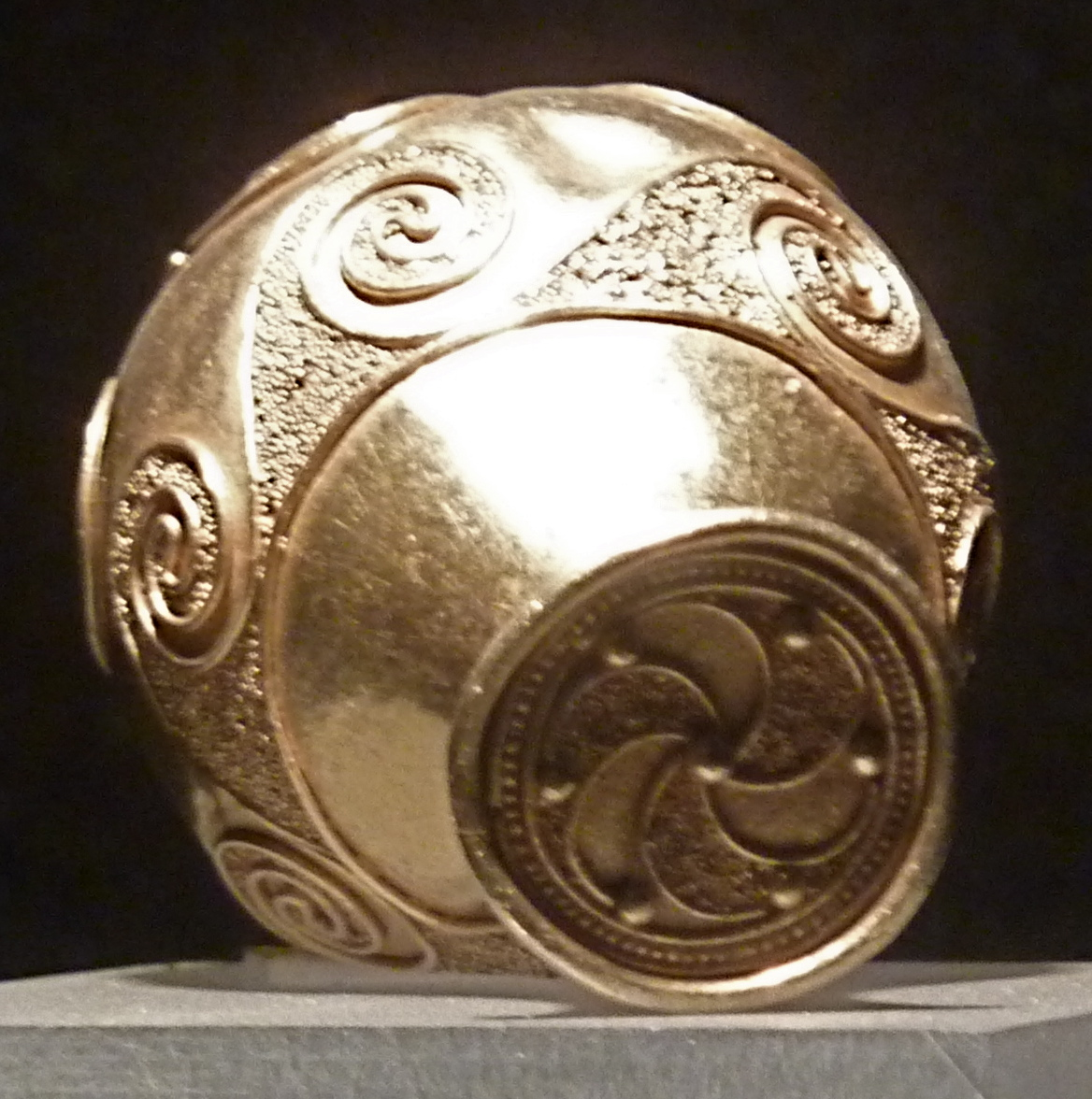
Terminal del torque de A Guarda, Museo del Castro de Santa Tecla
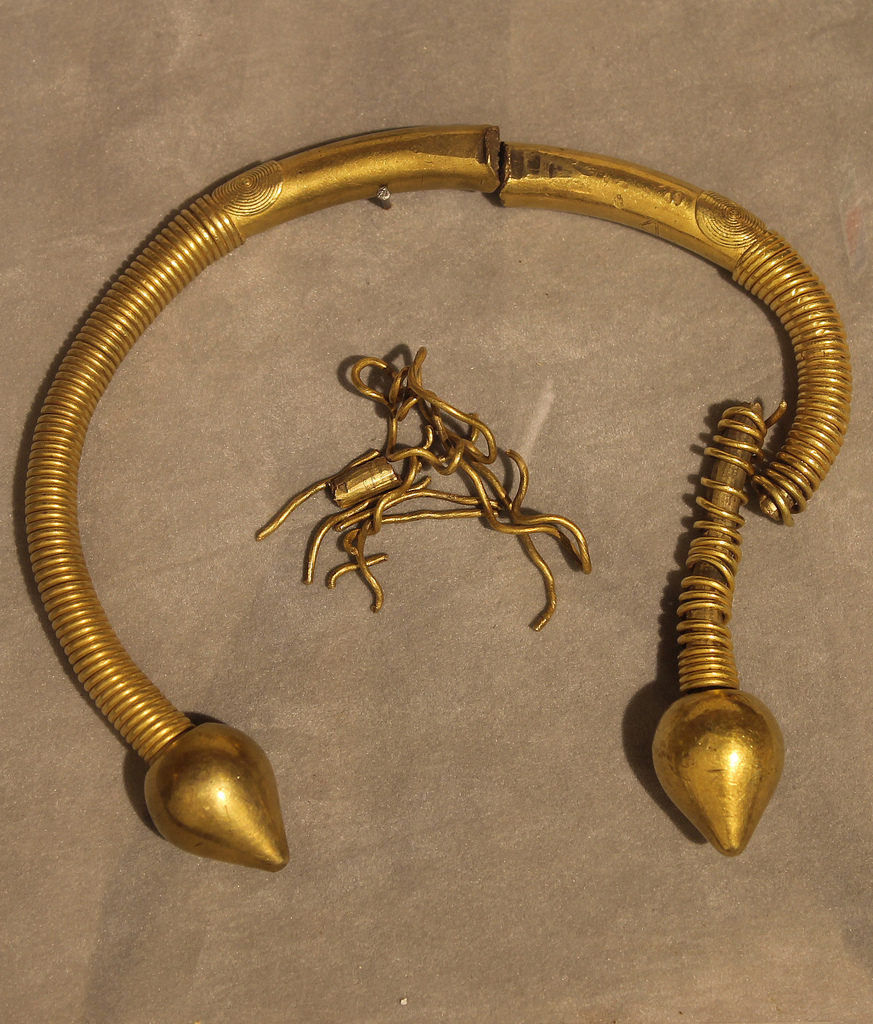
Torque de Porto, tipo Artabri con terminales "pera", que muestra la construcción y decoración del aro
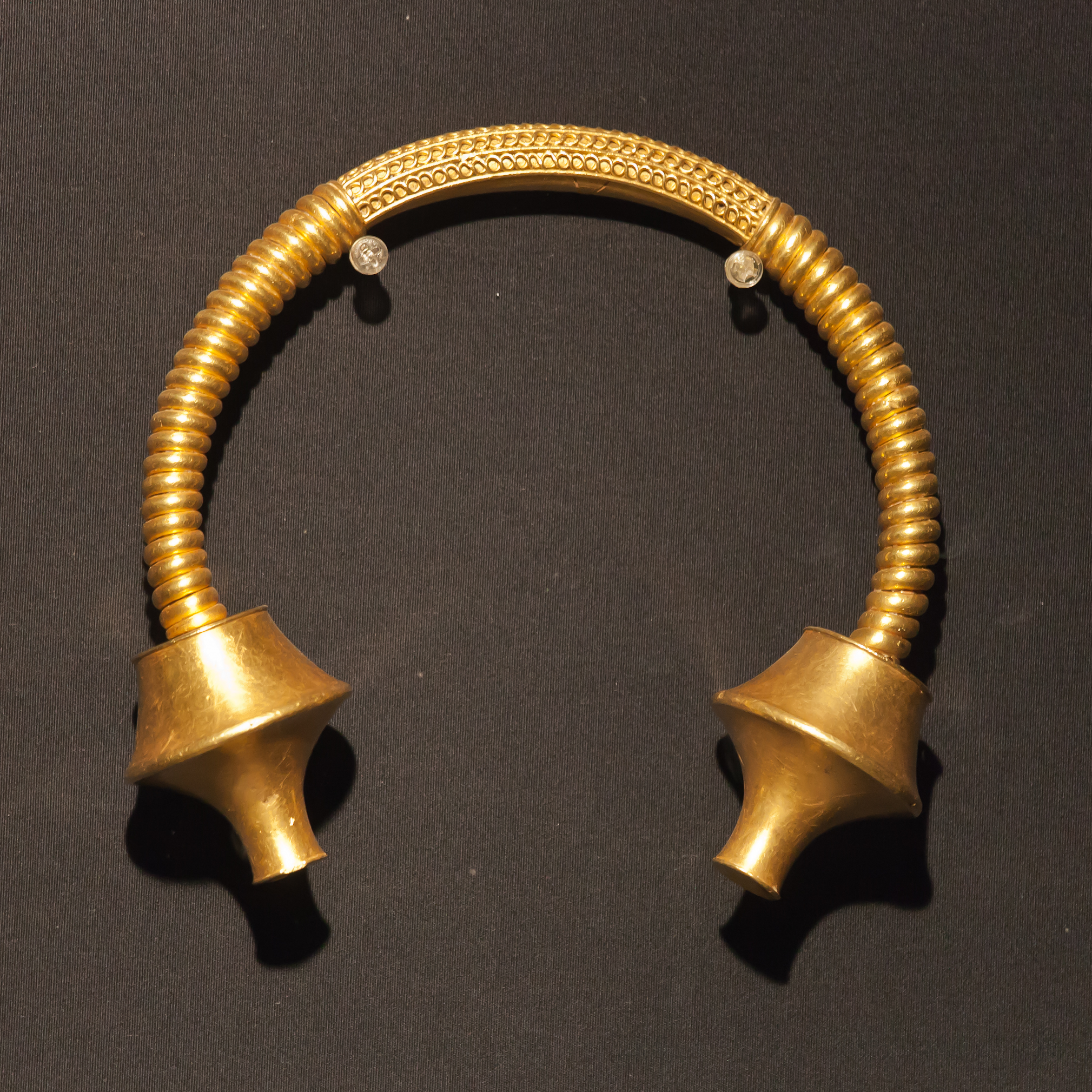
Torque de Burela, Galicia, con terminales de doble moldura scotiae, y decoración de aros. Con 1.812 kilos, es el torque ibérico más pesado
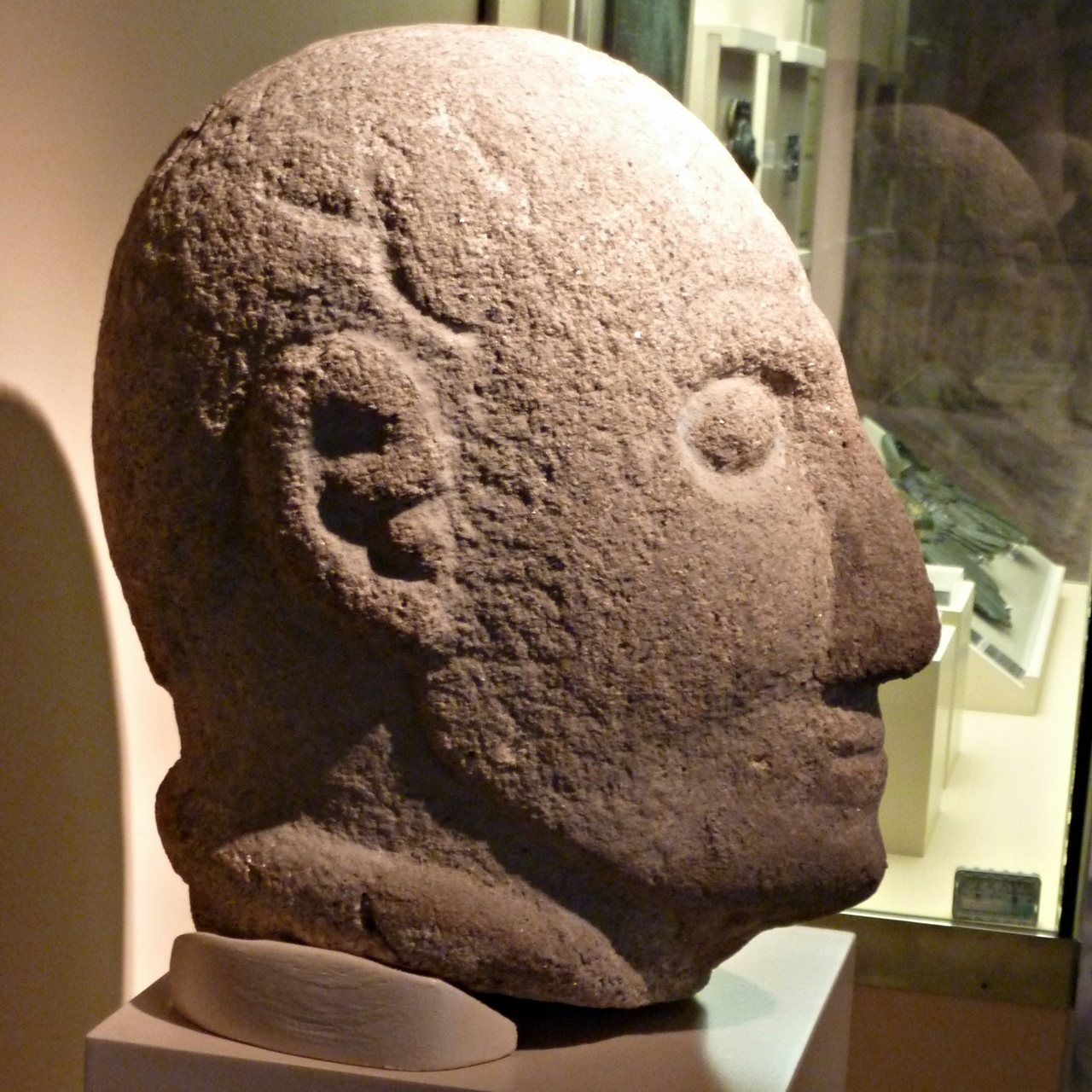
Cabeza de un guerrero gallaeciano, con casco y torque, Museo Arqueológico Provincial de Orense